# Biebersteinia
Biebersteinia är ett släkte av tvåhjärtbladiga växter. Biebersteinia ingår i familjen Biebersteiniaceae.
Biebersteinia är enda släktet i familjen Biebersteiniaceae.
Kladogram enligt Catalogue of Life:
| Biebersteinia | \| \| Biebersteinia heterostemon \| \| \| \| \| \| Biebersteinia multifida \| \| \| \| \| \| Biebersteinia odora \| \| \| \| \| \| Biebersteinia orphanidis \| \| \| \| |
|               | \| \| Biebersteinia heterostemon \| \| \| \| \| \| Biebersteinia multifida \| \| \| \| \| \| Biebersteinia odora \| \| \| \| \| \| Biebersteinia orphanidis \| \| \| \| |
|               | Biebersteinia heterostemon |
|               | |
|               | Biebersteinia multifida |
|               | |
|               | Biebersteinia odora |
|               | |
|               | Biebersteinia orphanidis |
|               | |